# Bloqueio do escritor
Writer's block (bloqueio de escritor, em inglês), também chamado de bloqueio criativo, é um fenômeno envolvendo a perda temporária da habilidade de continuar a gerar conteúdo, geralmente por falta de inspiração ou criatividade.

## Origens
O writer's block pode estar intimamente relacionado à depressão e à ansiedade, dois transtornos que refletem mudanças causadas pelo meio ou espontaneamente pelo lobo frontal do cérebro. Ele contrasta com a hipergrafia, mais ligada à mania, onde as mudanças ocorrem primariamente no lobo temporal. Tais processos, juntamente com suas implicações e tratamento, são descritas no livro The Midnight Disease, da neurologista Alice Flaherty.
Entretanto, uma outra interpretação do writer's block pode ser encontrada no livro Silences, de Tillie Olsen, que argumenta que historicamente muitas mulheres e escritores da classe operária têm se tornado incapazes de se dedicar ou se concentrar em seus escritos por causa de sua condição social e econômica.
Sabe-se que o writer's block é parte do ciclo criativo e de seus altos e baixos. A autora Justina Headley explica em algumas notas de discursos que ela começa a perder o contato com os caracteres num determinado momento no qual ela está escrevendo, e ao perceber que eles estão lá novamente, a ideia se perde completamente.

## Como um problema crônico
Existem casos onde o writer's block perdurou por anos ou décadas. O exemplo mais notável na história da literatura moderna é o de Henry Roth, cujo bloqueio persistiu por 60 anos e foi causado por uma combinação de depressão, problemas políticos e relutância em enfrentar problemas passados. Este tipo de writer's block aparenta ser bastante raro, uma vez que muitos dos bloqueios costumam durar alguns meses ou semanas.